# 92ª Brigata d'assalto "Atamano Ivan Sirko"
La 92ª Brigata d'assalto autonoma "Atamano Ivan Sirko" (in ucraino 92-га окрема штурмова бригада імені кошового отамана Івана Сірка?, 92-ha okrema šturmova bryhada imeni košovoho otamana Ivana Sirka, unità militare A0501) è un'unità di fanteria meccanizzata delle Forze terrestri ucraine, subordinata al Comando operativo "Est" e con base a Čuhuïv. È considerata una delle più efficaci brigate dell'esercito ucraino.

## Storia

### Unione Sovietica
Le origini della brigata risalgono alla 48ª Divisione fucilieri dell'Armata Rossa, formata il 26 febbraio 1920 rinominando la 2ª Divisione fucilieri di Tula. Dopo la guerra sovietico-polacca divenne una divisione territoriale. Il 2 dicembre 1931 venne intitolata a M.I. Kalinin. Nel 1940 partecipò all'occupazione dei paesi baltici da parte dell'Unione Sovietica. Il 22 giugno 1941, in seguito all'inizio dell'Operazione Barbarossa, venne assegnata al 10º Corpo fucilieri dell'8ª Armata e schierata presso Raseiniai, in Lettonia. Venne gravemente danneggiata dalla 6. Panzer-Division già nelle prime fasi del conflitto. Nel settembre 1941 venne rinforzata con i resti della 118ª Divisione fucilieri appena distrutta, e prese parte alla difesa della sacca di Oranienbaum durante l'assedio di Leningrado. Il 27 settembre 1943 venne insignita dell'Ordine della Bandiera Rossa. Passò all'offensiva solo nel 1944, liberando in gennaio la cittadina di Ropša e ottenendo per questa azione il titolo di "Ropšinskaja".
Nell'immediato dopoguerra venne trasformata nella 69ª Divisione meccanizzata. Il 29 maggio 1957 venne schierata a Bolhrad e riorganizzata come 118ª Divisione fucilieri motorizzata. Il 17 novembre 1964 venne rinominata 48ª Divisione fucilieri motorizzata. Nell'ottobre 1968 partecipò all'invasione della Cecoslovacchia come parte del Gruppo di Forze del Centro e venne trasferita a Vysoké Mýto. Il 26 aprile 1985 venne insignita dell'Ordine della Rivoluzione d'Ottobre. Fu la prima unità sovietica a lasciare la Cecoslovacchia nel 1990, e mentre il 210º Reggimento venne assegnato alla 18ª Divisione fucilieri motorizzata delle guardie il resto della divisione fu trasferito in Ucraina, presso Čuhuïv. Al fine di evitare le restrizioni del trattato sulle forze armate convenzionali in Europa, l'intera divisione venne assegnata al KGB il 10 giugno 1990.

### Ucraina
Il 12 gennaio 1992, in seguito alla dissoluzione dell'Unione Sovietica, la divisione è passata sotto il controllo dell'Ucraina diventando la 6ª Divisione della Guardia Nazionale. Sulla base di questa unità il 1º dicembre 1999 venne costituita la 92ª Brigata meccanizzata. Nei primi anni 2000 104 soldati della brigata hanno preso parte alle missioni di peacekeeping delle Nazioni Unite in Libano, Liberia, Sierra Leone ed ex-Jugoslavia. A partire dal 2011 la forza della brigata venne gradualmente ridotta, ed era previsto che fosse sciolta entro il 2015. Questi piani furono cancellati in seguito all'occupazione russa della Crimea, e nel marzo 2014 la brigata venne schierata nella regione di Charkiv per costituire una riserva in risposta alla possibile invasione russa. Ad agosto 2014 venne per la prima volta coinvolta nella guerra del Donbass, cercando di liberare delle unità circondate a Ilovajs'k. Un gruppo tattico formato da 276 soldati, 4 carri armati e una decina di IFV, rinforzato da un distaccamento del 46º Battaglione di difesa territoriale "Resistenza", partì da Kal'mius'ke il 27 agosto in direzione di Ilovajs'k, ma venne fermato durante la notte da un intenso sbarramento di artiglieria. Il giorno seguente venne sconfitto dai paracadutisti russi, perdendo la maggioranza dei veicoli ma subendo relativamente poche vittime: 8 morti e diversi dispersi.

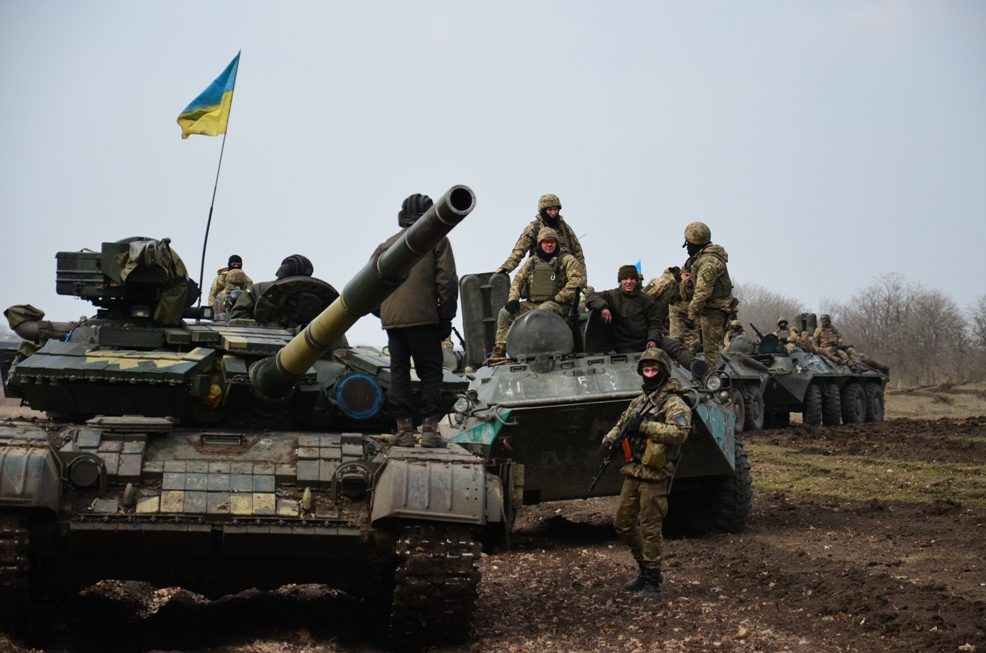
T-64BV della 92ª Brigata, marzo 2017

Nei mesi successivi la brigata ha combattuto nella regione di Luhans'k. Il 18 settembre 2014 sono stati consegnati alla brigata alcuni carri T-64BV appena rimodernati. Nel 2015 la brigata è stata nuovamente impiegata in combattimento, perdendo quattro soldati, tra cui il vicecapo dello stato maggiore Oleh Kovbasa, durante uno scontro il 5 aprile presso Ščastja. Nella stessa zona il 16 maggio vennero catturati tre soldati della 3ª Brigata spetcnaz delle guardie, al prezzo di un caduto ucraino. L'11 settembre 2019 nei dintorni di Jasynuvata elementi della brigata hanno eliminato il comandante di una compagnia da ricognizione dell'11º Reggimento "Vostok" della Milizia popolare di Lugansk.
Il 18 novembre 2015, nell'ambito dell'eliminazione delle onorificenze sovietiche dalle Forze armate ucraine, i titoli di "Ropšinskaja Ordine della Rivoluzione d'Ottobre e della Bandiera Rossa M.I. Kalinin" sono stati rimossi dal nome della brigata. Il 22 agosto 2019 l'unità è stata ufficialmente dedicata a Ivan Sirko, atamano del Sič di Zaporižžja e considerato l'autore della celebre lettera che avrebbe ispirato il dipinto I cosacchi dello Zaporož'e scrivono una lettera al sultano di Turchia.

#### Guerra russo-ucraina
In seguito all'invasione russa dell'Ucraina del 2022 la brigata ha preso parte alle battaglie difensive nell'area di Charkiv, contribuendo a fermare le forze corazzate russe durante la prima fase del conflitto, nonostante la pesante inferiorità numerica. Il 6 maggio 2022, in occasione della Giornata della Fanteria, è stata insignita del titolo onorifico "Per il Valore e il Coraggio" da parte del presidente ucraino Volodymyr Zelens'kyj. Durante la controffensiva ucraina del settembre 2022 ha svolto un ruolo predominante, insieme alla 25ª Brigata aviotrasportata e l'80ª Brigata d'assalto aereo, sfondando le difese russe verso Kup"jans'k e liberando la città il 10 settembre. Nel corso di questa operazione la brigata ha catturato integro un carro T-90A della 27ª Brigata fucilieri motorizzata, che è stato spedito negli Stati Uniti per essere studiato.
Nei mesi successivi ha continuato a operare con successo in direzione di Svatove, infliggendo numerose perdite a due reggimenti russi costituiti da coscritti appena mobilitati. Il 30 dicembre ha liberato il villaggio di Novosil'ske (oblast' di Luhans'k), prendendo prigionieri numerosi soldati russi. All'inizio di marzo 2023, durante un'operazione offensiva condotta insieme alla 25ª Brigata aviotrasportata, è riuscita a raggiungere e tagliare l'autostrada che collega Svatove e Kreminna poco a nord di quest'ultima. Nello stesso periodo il 3º Battaglione della brigata è stato trasferito nell'area di Bachmut, dove ha respinto gli assalti del Gruppo Wagner e il 14 marzo ha riconquistato una postazione fortificata a nord di Chromove, fondamentale per mantenere aperta la via di rifornimento per la città assediata. Questo battaglione ha cooperato con altri due della 60ª e 93ª Brigata meccanizzata per un contrattacco locale a nord della città fra il 12 e il 13 maggio, respingendo le forze russe di 2-3 km. Dopo la caduta di Bachmut alla fine di maggio il battaglione ha mantenuto le posizioni sul fianco nord della città. A luglio ha condotto un contrattacco insieme alla 77ª Brigata aeromobile penetrando nuovamente nei sobborghi di Bachmut. Il grosso della brigata ha invece continuato a operare nell'area fra Kup"jans'k e Svatove. Ad agosto è stata impiegata, insieme alla 12ª Brigata d'assalto "Azov" appena ricostituita, per difendere le posizioni della foresta a sud di Kreminna da un tentativo di attacco russo.
Il 24 agosto 2023, in occasione del Giorno dell'indipendenza dell'Ucraina, è stata annunciata la trasformazione dell'unità da brigata meccanizzata a brigata d'assalto, portando così a 3 il numero di formazioni di questo tipo all'interno dell'esercito ucraino, dopo la 3ª e la 5ª Brigata d'assalto. Al posto di tre battaglioni meccanizzati la brigata è gradualmente passata ad essere composta da ben cinque battaglioni d'assalto, specializzati nell'attacco alle posizioni nemiche e formati da personale altamente addestrato.
Nei primi mesi del 2024 elementi della brigata sono stati impiegati nella difesa dei villaggi fra Bachmut e Časiv Jar contro l'offensiva invernale russa, respingendo diversi attacchi nell'area a nord di Kliščiїvka. A partire dal 10 maggio la brigata, insieme alla 57ª Brigata motorizzata e al Reggimento Kraken, è intervenuta per cercare di stabilizzare la situazione dopo che le forze russe, penetrate nell'oblast' di Charkiv per la prima volta dal settembre 2022, avevano catturato alcuni villaggi sul confine. Nei giorni seguenti ha supportato la 42ª Brigata meccanizzata nella difesa dell'area del villaggio di Lypci, riuscendo a fermare l'offensiva russa.
Nel luglio 2024, in seguito alla legge ucraina che ha permesso ad alcune categorie di detenuti di prestare volontariamente servizio nell'esercito, la 92ª Brigata d'assalto è stata una delle unità ad integrarne un certo numero nei propri ranghi, costituendo il Battaglione "Škval". Ad agosto elementi della brigata hanno preso parte all'offensiva ucraina nell'oblast' di Kursk, conquistando diversi villaggi a sud di Sudža. A partire da novembre il 1º, 3º e 4º Battaglione della brigata sono stati schierati nella parte settentrionale del saliente ucraino in territorio russo, mentre il 2º e il 5º Battaglione sono rimasti di stanza nell'area di Hlyboke nella regione di Charkiv; il 22º Battaglione motorizzato è stato invece impiegato in combattimento nella parte orientale della città di Torec'k. Nel gennaio 2025 la compagnia droni "Code 9.2" della brigata, considerata una delle più efficaci unità di questo tipo nell'esercito ucraino, è stata espansa e riorganizzata nel 475º Battaglione d'assalto, venendo rinforzata da elementi corazzati e di artiglieria. Nello stesso periodo anche il battaglione droni "Achilles" è stato espanso, diventando il 429º Reggimento sistemi senza pilota. All'inizio di maggio 2025, in seguito alla riforma dell'esercito ucraino che ha portato alla creazione dei comandi intermedi di corpo d'armata per sostituire la struttura basata sui gruppi tattici e operativi, la 92ª Brigata d'assalto è stata impiegata come base per costituire il nucleo del nuovo 16º Corpo d'armata.

## Struttura
- Comando di brigata[48]
- 1º Battaglione d'assalto
- 2º Battaglione d'assalto
- 3º Battaglione d'assalto
- 4º Battaglione d'assalto
- 5º Battaglione d'assalto
- 475º Battaglione d'assalto "Code 9.2" (unità militare A5092)[49]
- 22º Battaglione fanteria motorizzata "Charkiv" (Charkiv, unità militare A1939)[50]
- Battaglione fucilieri speciale "Škval"
- Battaglione corazzato (T-64BV e T-64BM2 Bulat)
- Battaglione sistemi senza pilota
- Gruppo d'artiglieria
  - Batteria acquisizione obiettivi
  - Battaglione artiglieria semovente (2S3 Akatsiya e 2S1 Gvozdika)
  - Battaglione artiglieria semovente (M109A5 e M119)
  - Battaglione artiglieria lanciarazzi (BM-21 Grad)
  - Battaglione artiglieria controcarri (MT-12 Rapira)
- Battaglione artiglieria missilistica contraerei (9K35 Strela-10)
- Battaglione ricognizione
- Battaglione genio
- Battaglione manutenzione
- Battaglione logistico
- Compagnia comunicazioni
- Compagnia radar
- Compagnia guerra elettronica
- Compagnia difesa NBC
- Compagnia medica

## Simboli
Lo stemma della brigata presenta due moschetti incrociati a simboleggiare l'esercito dei cosacchi zaporoghi. È diviso in due parti da una linea di contorno palizzata, che richiama l'accampamento fortificato del Sič di Zaporižžja. I colori, oro e verde, sono gli stessi dello stemma dell'oblast' di Charkiv, regione di provenienza dell'unità.

## Comandanti
- Colonnello V'jačeslav Nazarkin (2000 - 2005)
- Colonnello Serhij Huzčenko (2007 - 2011)
- Colonnello Volodymyr Kozak (2011 - 2013)
- Colonnello Viktor Nikoljuk (2013 - marzo 2017)[52]
- Colonnello Volodymyr Kokorjev (marzo 2017 - maggio 2020)[53]
- Colonnello Pavlo Fedosenko (maggio 2020 - giugno 2024)[54]
- Colonnello Volodymyr Korobka (giugno 2024 - marzo 2025)[55]
- Colonnello Vitalij Naščubs'kyj (marzo 2025 - in carica)[56]